# Ecchlorolestes peringueyi
Ecchlorolestes peringueyi är en trollsländeart som först beskrevs av Friedrich Ris 1921.  Ecchlorolestes peringueyi ingår i släktet Ecchlorolestes och familjen Synlestidae. IUCN kategoriserar arten globalt som sårbar. Inga underarter finns listade i Catalogue of Life.